# Хлібовоз

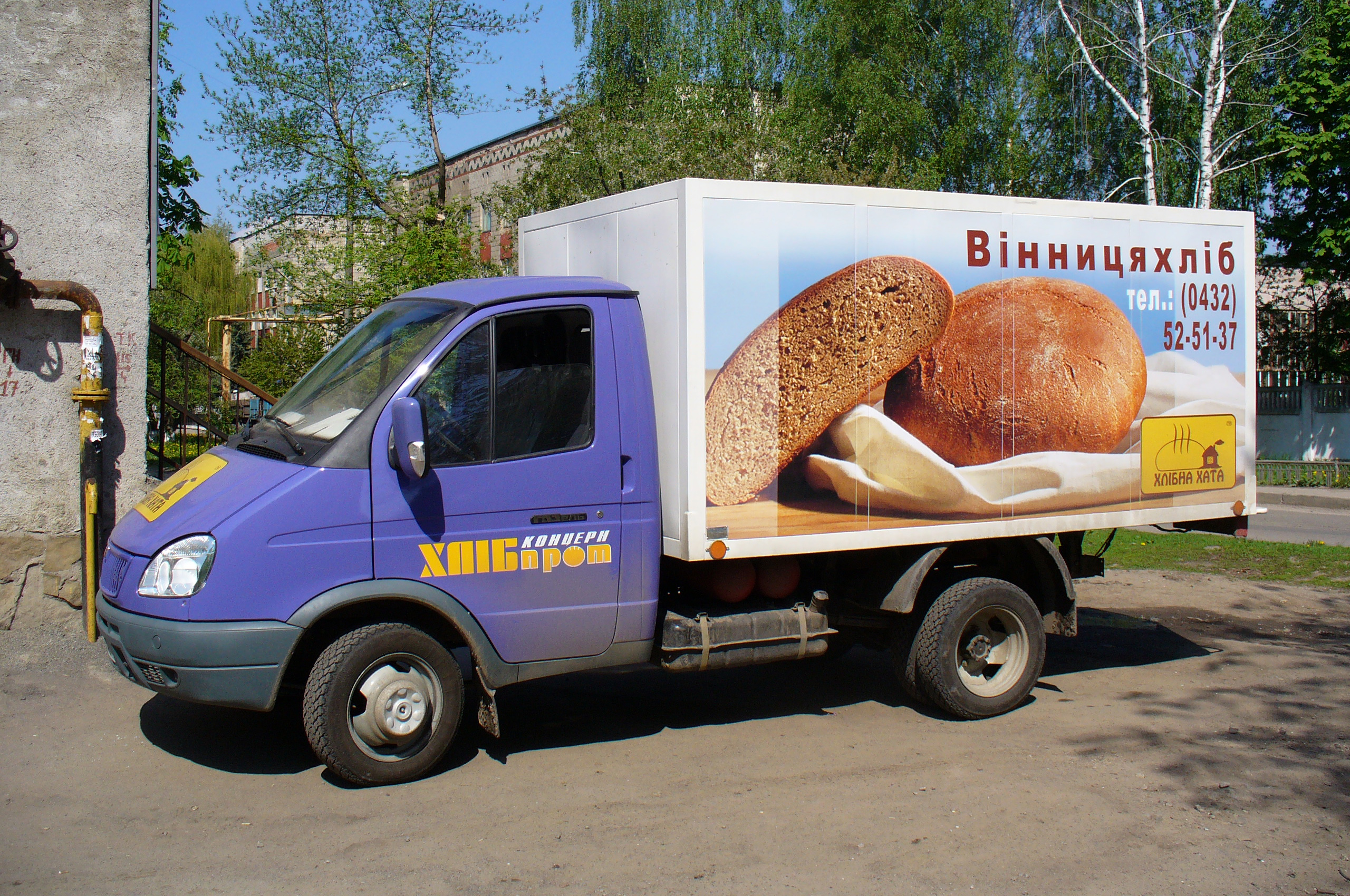
Хлібовоз у Вінниці

Хлібово́з, хлібовозка — вантажівка спеціального призначення, яка використовується для перевезення хліба та хлібобулочних виробів. У більшості випадків для цього пристосовані фургони.